# Lacipa distantii
Lacipa distantii är en fjärilsart som beskrevs av Herman Dewitz 1881. Lacipa distantii ingår i släktet Lacipa och familjen tofsspinnare. Inga underarter finns listade i Catalogue of Life.